# Vestre strete
Vestre strete var en av Medeltidsstaden Oslos viktigste gator. Den började från den västra ändan av Oslo torg (dagens korsning Bispegata/Oslo gate) och löpte söderut till Mariakirken på sandslätten Øra, där Alnaelva hade sitt utlopp i Bjørvika fram till 1922. Under medeltiden låg stadsgårdarna nära bredvid varandra längs Vestre Strete. 
Clemenskirken låg omedelbart sydöst om korsningen Vestre strete/Clemensallmenningen. Längst i söder låg Kongsgården och Mariakirken, också dessa på gatans östra sida. Dessa tre monumentalbyggnader finns i dag som ruiner på Sørenga.
På norra sidan av Oslo torg fortsatte gatusträckningen som Nordre strete, vilken motsvarar den norra delen av dagens Oslo gate. Gatorna Vestre strete och Nordre strete tillsammans har i källor från medeltiden betecknats som  Langstrete.
Vestre strete är inte bevarad i nutida gatunät. Den täcktes av jord efter Stadsbranden i Oslo 1624 och blev därmed liggande under Oslo ladegårds södra äng (Sørenga). Delar av sträckningen markeras idag i terrängen som gångstig. En del av Vestre strete ligger under Lokomotivverkstedet från 1880-talet. Arkeologiska utgrävningar i Bispegatan under andra hälften av 2010-talet tyder på att Vestre Strete kan ha haft Oslo bispeborg som norra ändpunkt.